# 中筋純
中筋 純（なかすじ じゅん、1966年 -）は、写真家、フリーライター、編集者。和歌山県出身。東京外国語大学中国語学科卒業。東京都八王子市在住。

## 略歴
- 1966年和歌山県生まれ
  - 東京外国語大学中国語学科卒
  - 出版社勤務後フリー写真家
  - ファッション、オートバイ、舞台、映画スチールなどの商業、廃墟／産業遺構の撮影
- 2006年 - 静岡県焼津市の国道150号沿いに所在する現役営業中の飲食店を著書『廃墟街道』（2005年 二見書房）にて廃墟として掲載したため、その飲食店より訴えられる。その後謝罪及び慰謝料の支払いを行い、『廃墟街道』は回収・絶版となった[1]。
- 2007年 チェルノブイリ原発のその後を記録開始
- 2011年 3.11後、福島の原発被災地記録開始
- 2016年 チェルノブイリと福島の写真展を全国巡回開始

## 著作

### 単著
- 『廃墟チェルノブイリ』（2008年　二見書房）　ISBN 4576080482
- 『チェルノブイリ　春』（2011年　二見書房）　ISBN 4576110551
- 『流転チェルノブイリ　2007−2014』(2014年　二見書房）　ISBN 978-4576140568
- 『かさぶた 福島　The　Silent　Views』(2016年02月　東邦出版）　ISBN 9784809413858

### 共著
- （中田薫・関根虎洸） 『廃墟探訪』（2002年　二見書房）　ISBN 4576021923
- （田中昭二） 『廃墟、その光と影』（2005年　東邦出版）　ISBN 4809404242
- （田中昭二） 『愛という廃墟』（2005年　東邦出版）　ISBN 4809404595
- （中田薫） 『廃墟本』（2005年　ミリオン出版）　ISBN 481302016X
- （中田薫） 『廃墟街道』（2005年　二見書房）　ISBN 457605130X
- （中田薫） 『廃墟彷徨』（2006年　ぶんか社）　ISBN 4821150557
- （中田薫） 『廃墟本2』（2007年　ミリオン出版）　ISBN 4813020542
- （中田薫） 『廃墟本3』（2009年　ミリオン出版）　ISBN 4813020968
- （中田薫） 『廃墟手帳』（2009年　ミリオン出版）　ISBN 4813021107
- （中田薫） 『廃墟旅』（2009年　アスペクト）　ISBN 4757217242
- （中田薫） 『廃墟本4』（2011年　ミリオン出版）　ISBN 4813021468

## 写真展
- 中筋純写真展 『黙示録チェルノブイリ』（2009年4月〜8月）
- 「黙示録チェルノブイリ　再生の春」（2011年4月）
- 「チェルノブイリ曼荼羅」（2012年3月）
- 「流転チェルノブイリ」（2014年4月、7月）
  - 「流転」（2014年5月〜7月）
- 「流転・チェルノブイリ&福島 」巡回展 (2016年2月〜)